# 6416 Nyukasayama
A 6416 Nyukasayama (ideiglenes jelöléssel 1993 VY3) a Naprendszer kisbolygóövében található aszteroida. Masanori Hirasawa és Shohei Suzuki fedezte fel 1993. november 14-én.